# القضاء في السعودية
القضاء في السعودية هو سلطة مستقلة تعتمد في أحكامها على الشريعة الإسلامية، ظهرت بذرتها الأولى في عهد الملك عبد العزيز آل سعود عندما أُنشئت رئاسة قضاة واحدة في المنطقة الغربية بمكة المكرمة في عام 1926م وتوسعت تدريجيا إلى أن صدر نظام القضاء الجديد بمرسوم ملكي في عام 2007. بحسب تقرير التنافسية العالمي 2019 حققت المملكة الترتيب الـ16 عالميا متقدمة 8 مراكز عن العام السابق في مؤشر الاستقلال القضائي، وفيما يتعلق بمؤشر كفاءة الإطار القانوني لتسوية النزاعات، قفزت المملكة 4 مراكز، لتحل في الترتيب الـ17 عالمياً، فيما بقيت على المركز الـ11 في مؤشر «مواءمة الإطار القانوني للأعمال الرقمية»، وفي مؤشر كفاءة الإطار القانوني للطعن في اللوائح، تقدمت 11 مركزاً ليصبح ترتيبها الـ 18 عالميا.

## القضاء الجديد (1428هـ)
صدر مرسوم ملكي في عهد الملك عبد الله بن عبد العزيز آل سعود رقمه (م/ 78) في يوم 19/ 9 /1428هـ يقتضي الموافقة على نظام قضائي جديد، ونظام جديد لديوان المظالم وعلى آلية عمل هذه الأنظمة، وهي الأنظمة المطبقة إلى اليوم. ويحتوي نظام القضاء الجديد على عدة تغييرات في المجالات التالية:

### استقلال القضاء وضماناته
يقضي النظام باستقلال القضاة، وأن لا سلطان عليهم في قضائهم لغير أحكام الشريعة الإسلامية والأنظمة المرعية، وليس لأحد التدخل في القضاء. كما يقضي بعدم قابلية القضاة للعزل إلا في الحالات المبينة في هذا النظام. وأن لا ينقل القضاة إلى وظائف أخرى إلا برضاهم أو بسبب ترقيتهم ووفق أحكام هذا النظام مع عدم الإخلال بحكم المادة التاسعة والأربعين. وأخيرا لا تجوز مخاصمة القضاة – بسبب أعمال وظيفتهم – إلا وفق الشروط والقواعد الخاصة بتأديبهم.

### المجلس الأعلى للقضاء
حدد النظام الجديد مما يتكون المجلس الأعلى للقضاء، ومهامه، وتوقيت انعقاد اجتماعاته، وميزانيته، وقرر أن تكون له أمانة عامة ولائحة داخلية تحدد أعماله ومهامه.

### المحاكم
تتكون المحاكم حسب نظام القضاء ما يلي:
1 - المحكمة العليا. مفعله
2- محاكم الاستئناف. مفعله
3 - محاكم الدرجة الأولى «الابتدائية»، وهي:
أ - المحاكم العامة. مفعلة
ب - المحاكم الجزائية. مفعلة
ج - محاكم الأحوال الشخصية. مفعلة
د - المحاكم التجارية.مفعلة
هـ - المحاكم العمالية.مفعلة

### ولاية المحاكم
دون إخلال بما يقضي به نظام ديوان المظالم، تختص المحاكم بالفصل في جميع القضايا، وفق قواعد اختصاص المحاكم المبينة في نظام المرافعات الشرعية ونظام الإجراءات الجزائية.

### القضاة
يحدد النظام درجات السلك القضائي وشروط وأنظمة تعيين القضاة وترقيتهم، ورواتبهم وأنظمة تقاعدهم وحقوقهم، ونقلهم وندبهم وإجازاتهم، وواجباتهم، ونظام التفتيش على أعمالهم، ودرجات تقدير كفايتهم، ونظام التأديب، وأخيرا انتهاء خدماتهم.

### وزارة العدل
يوضح النظام مهام وزارة العدل، ويقر إنشاء مركز للبحوث، ويحدد نظام اختيار وكيل وزارة العدل.

### كتابات وكتاب العدل
يحدد النظام وزير العدل مسؤولا عن إنشاء كتابات العدل، وتحديد دوائر اختصاصها وتكوينها، كما يعدد مهام كتابات العدل وبعض الأنظمة الخاصة بها، وأنظمة تعيين كتاب العدل والتفتيش عليهم.

## ديوان المظالم «القضاء الإداري»
وهو يرتبط بشكل مباشر بالملك، وهو صاحب الولاية القضائية العامة في المنازعات التي تكون الحكومة طرفا فيها (أي الادارات الحكومية) مهما كانت تلك الإدارة، ويقوم قاضي المظالم بالغاء قرارات الوزراء ومن تحتهم من المدراء متى ما كانت مُخالفة لاحكام الشريعة والأنظمة التي لا تتعارض معها، ويحكم بالتعويض ضدها لاي شخص، وينظر في المنازعات العقدية التي تكون الحكومة طرفا فيها وغير ذلك، ويرأس الديوان رئيس بمرتبة وزير وهو رئيسا لمجلس القضاء الإداري 
وتطبق محاكم ديوان المظالم على القضايا المعروضة امامها احكام الشريعة الإسلامية وما يصدره ولي الامر من أنظمة لا تتعارض مع الكتاب والسنة، كما ورد ذلك في المادة 1 من نظام المرافعات امام ديوان المظالم

### تشكيل محاكم ديوان المـظالم
1. مجلس القضاء الإداري
2. المحكمة الإدارية العليا وهي أعلى سلطة قضائية في القضاء الإداري في المملكة العربية السعودية
3. محاكم الاستئناف الإدارية فعلت أكثر من ثلاث محاكم حتى الآن
4. محاكم الإدارية في بعض المدن في المملكة
5. المحاكم التجارية (مؤقتا).

### اختصاصات المحاكم الإدارية
أ - الدعاوى المتعلقة بالحقوق المقررة في نظم الخدمة المدنية والعسكرية والتقاعد لموظفي ومستخدمي الحكومة والأجهزة ذوات الشخصية المعنوية العامة المستقلة أو ورثتهم والمستحقين عنهم.
ب - دعاوى إلغاء القرارات الإدارية النهائية التي يقدمها ذوو الشأن، متى كان مرجع الطعن عدم الاختصاص، أو وجود عيب في الشكل، أو عيب في السبب، أو مخالفة النظم واللوائح، أو الخطأ في تطبيقها أو تأويلها، أو إساءة استعمال السلطة، بما في ذلك القرارات التأديبية، والقرارات التي تصدرها اللجان شبه القضائية والمجالس التأديبية، وكذلك القرارات التي تصدرها جمعيات النفع العام - وما في حكمها - المتصلة بنشاطاتها، ويعد في حكم القرار الإداري رفض جهة الإدارة أو امتناعها عن اتخاذ قرار كان من الواجب عليها اتخاذه طبقاً للأنظمة واللوائح.
ج - دعاوى التعويض التي قدمها ذوو الشأن عن قرارات أو أعمال جهة الإدارة.
د - الدعاوى المتعلقة بالعقود التي تكون جهة الإدارة طرفا فيها.
هـ - الدعاوى التأديبية التي ترفعها الجهة المختصة.
و - المنازعات الإدارية الأخرى.
ز - طلبات تنفيذ الأحكام الأجنبية وأحكام المحكمين الأجنبية.
ولا يحق لها النظر في قضايا المظالم التالية:
الدعاوى المتعلقة بأعمال السيادة، أو النظر في الاعتراضات على ما تصدره المحاكم - غير الخاضعة لديوان المظالم - من أحكام داخلة في ولايتها، أو ما يصدره المجلس الأعلى للقضاء ومجلس القضاء الإداري من قرارات وهذا مانصت عليه المادة الرابعة عشر من نظام ديوان المظالم (نظام القضاء الإداري)

## النظام المطبق في المحاكم
تنص المادة الأولى من نظام المرافعات الشرعية«نظام إجرائي»:  تطبق المحاكم على القضايا المعروضة أمامها أحكامَ الشريعة الإسلامية؛ وفقاً لما دل عليه الكتاب والسنة، وما يصدره ولي الأمر من أنظمة لا تتعارض مع الكتاب والسنة(أنظمة مرعية)، وتتقيد في إجراءات نظرها بما ورد في هذا النظام.
ومن الأنظمة «نظام موضوعي» المطبقة في القضاء التجاري نظام المحكمة التجارية ومن الأنظمة المطبقة في القضاء الجزائي
نظام مكافحة المخدرات والمؤثرات العقلية ونظام مكافحة جرائم المعلومات ونظام مكافحة التزوير ونظام مكافحة الرشوة
وفي القضاء العمالي يطبق نظام العمل
يرى علماء القضاء السعودي أن النظام المطبق أقرب مايكون للقانون الأنجلوسكسوني "common law" وكذلك يأخذ من القانون اللاتيني فهو مزيج مشترك لكن يقولون أن النظام الإسلامي هو الأصل
جمع بين إيجابيات الأنجلوسكسوني واللاتيني قبل أن تكون هذه القوانين لذا تنفرد المملكة العربية السعودية بوجود نظام قانوني متميز.

## وضع القضاء الآن
مجلس القضاء الإداري
يرى البعض أنه يسير ببطئ نحو إصدار اللوائح الوظيفية لقضاة ديوان المظالم من نقل وندب وتفتيش وغيرها، لكن في المقابل يصرح رئيس ديوان المظالم ورئيس مجلس القضاء الإداري الشيخ إبراهيم الحقيل بأن الحل لتطوير وإصلاح القضاء الإداري هو التعيين في السلك القضائي لسد النقص الحاصل في عدد القضاة وأن لديه خطة إسترتيجية ضخمة بأن يتم تدريب كافة قضاة ديوان المظالم لرفع مستوى أداء العمل القضائي في ديوان المظالم ويصرح رئيس ديوان المظالم ورئيس مجلس القضاء الإداري بأن الترافع القضائي الإلكتروني قد بدأ في محاكم ديوان المظالم منذ منتصف2010، وأن المحاكم الإدارية على وشك تطبيق المحكمة الإلكترونية.

### مركز تهيئة الدعاوى
تم تدشين المركز في عام 2022، يعمل على رفع جاهزية ملف القضية، وتقديم خدمة الإسناد القضائي للدوائر القضائية، بالكوادر البشرية اللازمة بالمهارات والمعرفة القانونية والموضوعية لتشغيل المركز، وتحسين جودة مخرجات الدوائر القضائية وسرعة إنهاء القضية.
من أهم أهداف المركز:
- تفعيل منظومة القضاء المؤسسي.
- تحسين طريقة وجودة تقديم الخدمات العدلية.
- الوصول لمستوى عال من رضا المستفيدين.
- رفع الكفاءة التشغيلية للمحاكم والدوائر القضائية.

أهم الخدمات التي يقدمها المركز:
- الدراسة الأولية لملف القضية.
- إدارة التبليغات والإشعارات.
- بتلخيص ضبوط الجلسات والمذكرات.
- وصياغة مسودة الأحكام.
- خدمة تهيئة طلبات الإفلاس وحصر وتحديد أولويات التكامل مع الجهات الخارجية.

## إحصائيات
متوسط ماينجزه القاضي السعودي في العام على مستوى المحاكم في المملكة بلغ 1000 قضية سنويا، وهذا يضر في سير العدالة ويؤخر النظر في مداولات القضايا، ويعزو المهتمين بالشأن القضائي في المملكة سبب ذلك إلى القيادة القضائية؛ كمجلس الأعلى للقضاء، ومجلس القضاء الإداري، وإلى سوء التخطيط والتنفيذ، وطرد الخبرات القضائية النابهة كالقضاة وخريجي الشريعة، وإلى عدم الضمان الوظيفي لأعضاء السلك القضائي.